# Ты враг или друг?
«Ты враг или друг?» — мультипликационный фильм 1972 года.

## Сюжет
Фильм направлен против браконьеров, хищнически истребляющих животный мир. Одновременно в фильме показано, что настоящие охотники — друзья лесных обитателей. В специально созданных лесных заповедниках звери находят для себя пищу, подготовленную людьми.

## Создатели
| Автор сценария                        | Владимир Валуцкий                                                                                     |
| Режиссёры и художники                 | Владимир Пекарь, Владимир Попов                                                                       |
| Композитор                            | Евгений Крылатов                                                                                      |
| Текст песни                           | Александр Тимофеевский                                                                                |
| Оператор                              | Светлана Кощеева                                                                                      |
| Звукооператор                         | Борис Фильчиков                                                                                       |
| Художник-мультипликатор               | Юрий Бутырин                                                                                          |
| Роли озвучивали (в титрах не указаны) | Клара Румянова — Лосенок, Тамара Дмитриева — Заяц, Георгий Вицин — Браконьер, Вера Васильева — Лосиха |